# Bulbostylis taylorii
Bulbostylis taylorii är en halvgräsart som beskrevs av Charles Baron Clarke. Bulbostylis taylorii ingår i släktet Bulbostylis och familjen halvgräs. Inga underarter finns listade i Catalogue of Life.